# 避難指示
避難指示（ひなんしじ）は、日本において、市区町村が発令する避難を呼びかける情報のひとつ。災害が発生する可能性が高いとき発令され、対象地域のすべての住民らに対して、危険な場所からは避難することを呼びかけるもの。
水害・土砂災害・高潮に導入されている警戒レベルではレベル4の情報（“危険な場所から全員避難”）に位置付けられている。
災害対策基本法に基づく。下位には、避難指示に先立って発令される「高齢者等避難」がある。上位には、避難指示の発令後に災害が切迫または既に発生している状況で発令されることがある（必ずしも発令されない）「緊急安全確保」がある。ただし、避難指示はまだ猶予を持って安全を確保できる段階であるのに対し、緊急安全確保の段階では行動を取っても身の安全を確保できるとは限らない。
2021年（令和3年）5月に避難勧告は廃止され、避難指示に一本化されている。

## 規定・伝達
災害対策基本法第60条において定められており、市区町村長が行う。原子力事故の場合は原子力災害対策特別措置法第26条により規定されている。
市区町村長が避難指示を行えない場合は都道府県知事が代行することができ、また市区町村長が指示できない場合や市区町村長の要求があった場合には警察官や海上保安官が避難を指示することができる。
避難指示は強制力を持たず、指示に応じない場合の罰則は特に定められていない。なお、災害対策基本法第63条で定められている「警戒区域」が指定され退去が命じられた場合は罰則を伴う。
避難経路・場所
小学校や中学校、高等学校などの教育施設及び公民館と児童館などの集会所といった、公共施設が避難所に指定される。

## 歴史
「避難指示」は、「避難勧告」とともに1961年（昭和36年）の災害対策基本法制定（1962年施行）により設けられ、同法60条1項に明記されている。
1段階目に「勧告」、2段階目に「指示」という形で危険の急迫度の大きさにより使い分けていた。後年のガイドラインでは、基本は避難勧告が避難の引き金であり、避難指示は必ずしも出されるものではなくより切迫した状況で重ねて避難を促すものに位置付けられていた。
2005年には、内閣府がガイドラインで「避難準備情報」（現・高齢者等避難）を新たに定め、一部の市町村が同年採用して以降、順次広がっていった（当初は法律に明記がなく、2013年6月の改正で明記された）。これにより、避難情報が3段階となる一方で、「避難勧告」「避難指示」のどちらが上位なのかわかりづらいといった問題も表出してきた。
2009年の大雨災害（台風9号）で避難中の被災事例が発生したことを契機に、避難呼びかけるにあたっての考え方が見直される。2014年改正のガイドラインでは、「避難」を定められた避難所への立退き避難に限らず、屋内安全確保を含めた安全な場所への移動とした。その後も2014年の広島市の土砂災害、2015年の関東・東北豪雨、2016年の台風10号被害、2018年7月の豪雨、2019年の東日本台風を受け、土砂災害や洪水、広域避難に関するガイドライン見直しや法改正が行われる。
なお、平成28年台風第10号における被害を受け、避難勧告よりも緊急性が高い情報ということが伝わりやすいよう、2016年（平成28年）12月26日から2021年5月の改正までは、「避難指示（緊急）」という名称で運用されていた。それ以前は現在同様に「避難指示」。
そして、これまで下位に位置付けられていた「避難勧告」との違いが分かりにくいと指摘されていたこと、2つの情報があることで避難勧告の段階では避難せず避難指示を待つ事態が起こっていることなどを理由に、2021年（令和3年）5月20日に施行された改正災害対策基本法により、避難勧告は廃止されて「避難指示」に一本化された。

## 伝達
伝達手段は防災無線、サイレン、町内会組織や消防団を利用した口頭伝達、自治体などの拡声器を備え付けた広報車による呼びかけなどによる。
内閣府のガイドラインでは2015年からISO 22324等を参考にした危険度のカラーレベルを示し、テレビやWebサイト等による伝達の際にはこの配色で表現することが望ましいとしている。2019年に警戒レベルが導入されると警戒レベルに合わせる形で変更された。現在避難指示は 紫系統    （RGB(170, 0, 170)）。一例として2021年5月時点で、NHKのテレビ放送では同じ配色（文字色は黄色）、Yahoo! JAPANの避難情報のページでも紫系統の近似色     （※避難指示への一本化以前は     赤系統）を使用している。
内閣府による多言語周知の資料では、避難指示の英称は"Evacuation Instruction"。

## 基準
市町村が各々の事情に応じて基準を設定するが、内閣府のガイドラインがその目安になっている。以下に主なものを挙げる。
水害
川の水位がはん濫危険水位に達しており更に上昇すると見込まれる場合や、危険度分布「危険（紫）」の場合、ダムの緊急放流の可能性がある場合など。洪水警報が発表された後の段階。
土砂災害
土砂災害警戒情報が発表された場合や、危険度分布「危険（紫）」の場合、土砂災害の前兆現象が発見された場合など。
高潮
高潮警報が発表された場合や、高潮特別警報が発表された場合（上陸12時間前）。
※なお風水害では、台風等で避難が難しくなる暴風が予想される場合は風の弱い段階で、夜間から明け方に強い降雨が予想される場合は夕方の時点での発令を検討する。
津波
津波は猶予時間が短く、避難指示を基本とする。緊急安全確保は出さない。